# Протест далекобійників у Росії
Протест далекобійників у Росії — масова акція спротиву водіїв-далекобійників у Росії, що почалась в листопаді 2015 у відповідь на заплановане з 15 листопада введення в Росії системи збору сплати за користування федеральними трасами.
За заявою Мінтрансу РФ, рішення відповідає світовій практиці, а ці гроші призначені для ремонту доріг. Проводити збір коштів доручено компанії «Платон», яку пов'язують з Ігорем Ротенбергом, сином російського мільярдера Аркадія Ротенберга.
Водії аргументують свій протест тим, що нові збори ставлять їх бізнес на межу банкрутства і, крім того, вони вже відраховують на ремонт доріг в Росії через транспортний податок і відрахування з вартості пального. Працівники IT-сфери в знак солідарні з протестуючими далекобійниками і в підтримку створили сайт «АнтиПлатон».

## Передумови
У вересні 2014 року уряд Медведєва вирішив компенсувати збиток від утримання доріг шляхом введення системи збору сплати за проїзд федеральними трасами вантажівок, після чого Федеральне дорожнє агентство, пославшись на національну безпеку, уклало угоду з компанією «РТ-Інвест Транспортні Системи». Власниками цієї компанії в рівних частках виявились російська державна корпорація «Ростех» та Ігор Ротенберг — син друга президента РФ Володимира Путіна Аркадія Ротенберга. Винагорода оператора була встановлена 25 % від зібраних коштів плюс компенсація витрат на обладнання. Під дію «Платона» потрапило близько двох мільйонів автомобілів, що мають дозволену максимальну масу понад 12 тонн.
У серпні 2015 була відкрита попередня реєстрація великих вантажоперевізників, у вересні запрацював сайт і цілодобовий кол-центр. З 15 листопада запрацювала система сплати «Платон». За проїзд 12-тонних автомобілів спочатку планувалося стягувати 3,73 рубля за кожен кілометр, але 10 листопада, після неодноразових звернень бізнесу, уряд тимчасово знизив вартість до 1,52 рубля у перші місяці роботи «Платона». З березня 2016 ставка має зрости до 3,06 рубля.
Вантажний транспорт в Росії забезпечує близько 2/3 всіх транспортних потоків (включаючи трубопроводи).

## Протест
Перший протест відбувся 11 листопада.
Найактивнішими учасниками кампанії проти платного проїзду залишаються дагестанські далекобійники, вони вже кілька днів продовжують акцію протесту. Колона вантажівок на узбіччі біля селища Ачі-Су розтягнулися на 5 км, водії відмовляються приступати до роботи. 17 листопада із страйкуючими водіями великих вантажівок зустрівся керівник управління ДІБДР Дагестану Валерій Громов. «Всі в один голос твердять, що будуть стояти до останнього, поки не скасують цей закон, який є вже злодійством проти простих водіїв. Ми неодноразово зверталися в регіональні відділення центральних ЗМІ, але отримали відмову — „типу зверху не дозволяють“, ось воно — наша свобода слова. Реакція влади поки нейтральна», — йдеться у зверненні дагестанських далекобійників.
19 листопада у Дагестані акція «Равлик» зібрала більше тисячі далекобійників, розповів її організатор Магомед Абутов. За його словами, більше 300 далекобійників стоять вже чотири дні на узбіччі федеральної траси. Вимога дагестанських протестуючих — скасування системи «Платон». Станом на 18 листопада в республіці страйкувало понад 17 тис. осіб, машини розтягнулися по узбіччю трас на 57 км.
«Вони нікуди не роз'їжджаються, сплять там, змінюють один одного», — сказав співрозмовник агентства. Голова профспілки водіїв-далекобійників Олександр Котов у прямому ефірі радіостанції «Говорить Москва» заявив про те, що «дагестанці готові рушити на Москву». «Дагестанці стоять, і вони взагалі не впускають нікого в свій Дагестан і не випускають», — додав Котов.
На сайті change.org створена петиція за скасування Платона.
Весною 2017 року протести відновилися із новою силою. У часі це збіглося із протестами проти корупції після демонстрації фільму Навального «Не той Дімон» про корупційні злочини Дмитра Медвєдєва.